# Ina von Bentivegni
Ina Sofie Amalie von Bentivegni, geb. von Binzer, (* 3. Dezember 1855 in Brunstorff bei Hamburg-Bergedorf; † 17. Dezember 1929 in Halle an der Saale) war eine deutsche Schriftstellerin und Lehrerin. Sie schrieb unter dem Pseudonym Ulla von Eck.

## Leben
Sie kam auf der Oberförsterei Brunstorf als Tochter des Forstmeisters Carl August Ludwig von Binzer und dessen Frau Jacobine Margaretha Bernhardine, geb. Thomsen zur Welt und lebte aufgrund häufiger Versetzungen des Vaters in jungen Jahren in Friedrichsruh, Mölln, Kiel und Schleswig. Um 1866 zog die Familie nach Arnsberg in Westfalen, wo von Binzer die Schule besuchte. Später erhielt sie ihre Ausbildung in Bonn und legte ihr Lehrerinnenexamen schließlich in Soest ab. Nach dem Tod ihrer Mutter führte sie zunächst den Haushalt ihrer nach Königsberg in Preußen gezogenen Familie, bevor sie sich ganz dem Lehrerinnenberuf widmete. Nachdem sie in verschiedenen deutschen Schulen unterrichtet hatte, ging von Binzer 1881 nach Brasilien. Bis 1884 unterrichtete sie als Gouvernante die Kinder von Kaffeeplantagenbesitzern in Rio de Janeiro und São Paulo und war als Lehrerin an einer privaten Mädchenschule für ärmere Kinder tätig. Ihre Briefe aus jenen Jahren erschienen 1887 unter dem Titel Leid und Freud’ einer Erzieherin in Brasilien in fiktionalisierter Form unter dem Pseudonym Ulla von Eck als Roman.
Zurück in Deutschland nahm von Binzer ihren neuen Wohnsitz in Berlin. Durch die finanzielle Unterstützung eines Onkels konnte sie sich ganz dem Schreiben widmen. Es erschienen weitere Werke, darunter 1894 der in Berlin angesiedelte Roman Zigeuner der Großstadt. Im Jahr 1895 zog sie zurück nach Schleswig-Holstein, wo sie 1896 den 1862 geborenen Amtsrichter Adolf von Bentivegni heiratete. Mit ihm ging sie 1899 nach Gransee und Ende 1906 nach Halle an der Saale, wo sie 1929 verstarb.

## Werke
- Leid und Freud’ einer Erzieherin in Brasilien. Berlin: Eckstein, 1887. Zweisprachige Ausgabe deutsch - portugiesisch. Frankfurt am Main, TFM Ferrer de Mesquita 1994.
  - Alegrias e mistezas de uma educadora alema no Brasil. Übersetzung Alice Rossi.
- Zigeuner der Großstadt. Berliner Roman. Janke, Berlin 1894.
- Tante Cordulas Nichten. Eine harmlose Nationalitätengeschichte. Janke, Berlin 1896.
- Hausstandssorgen. 1900.[1]
- Die Frauenfrage im Roman. In: Der Kunstwart. Monatshefte für Kunst, Literatur und Leben. Callwey, München; Kunstwart-Verlag, Dresden, Bd. 13,2 (1900), S. 91–95. (Digitalisat)